# 薩爾波區
薩爾波區（西班牙語：Distrito de Salpo），是秘魯的一個區，位於該國西北部拉利伯塔德大區的奧圖斯科省，始建於1847年12月24日，面積192.74平方公里，海拔高度3,439米，2005年人口6,710，人口密度每平方公里35人。